# SLF4J
SLF4J(Simple Logging Facade for Java)는 단순한 퍼사드 패턴을 수단으로 하는 자바 로깅 API를 제공한다. 기반이 되는 로깅 백엔드는 원하는 바인딩을 클래스패스에 추가함으로써 런타임 시점에 결정되며 표준의 썬 자바 패키지 java.util.logging, log4j, reload4j, logback, tinylog가 될 수 있다.